# Sjoerd Mossou
Sjoerd Mossou (Breda, 17 oktober 1978) is een Nederlands voetbaljournalist, columnist en schrijver. Mossou is sinds 2004 verbonden aan het Algemeen Dagblad en is geregeld te gast in sportgerelateerde radio- en televisieprogramma’s.

## Biografie
Mossou volgde na zijn VWO een opleiding aan de Academie voor journalistiek in Tilburg, waar hij in 2000 afstudeerde. Daarna was hij drie jaar werkzaam voor Voetbal International. In 2003 en 2004 woonde en werkte hij als correspondent in Londen voor onder andere het AD, VI en NOS Langs de Lijn. 
Bij zijn terugkeer in Nederland ging hij aan de slag voor het AD, waar hij sinds 2010 iedere woensdag en zaterdag een vaste column heeft. In 2011 won hij met zijn columns de Hard Gras-prijs voor de beste sportjournalistieke productie. Een jaar later won Mossou de publieksprijs van de Nico Scheepmaker Beker, de prijs voor het beste sportboek van 2012 met Avondje NAC: Een Liefdesverklaring. Van het boek werd in 2018, onder de gelijknamige titel, een documentaire gemaakt in samenwerking met FOX Sports en NAC Breda. 
In 2015 richtte hij samen met journalist Bart Vlietstra het blad SANTOS op, een voetbalmagazine dat eens per kwartaal verschijnt, met vaste medewerkers als Wilfried de Jong, Jan Mulder en Klaas-Jan Huntelaar.
Naast zijn werkzaamheden als journalist en schrijver is Mossou geregeld te gast bij programma’s als Studio Voetbal, Rondo (Ziggo sport), De Eretribune (FOX Sports/ESPN), Goedemorgen Eredivisie (ESPN) en Voetbalpraat (ESPN).
Voor ESPN maakte Mossou in 2022 de achttiendelige documentaireserie ‘Ontdek de eredivisie’, over de meest bijzondere plekken in de belangrijkste voetbalsteden van Nederland.
Zijn boek ‘Op zoek naar Maradona’ (2021) eindigde als tweede bij de verkiezing van de Nico Scheepmaker Beker voor beste sportboek. In 2023 werd Mossou door de nationale sportpers (NSP) uitgeroepen tot Sportjournalist van het Jaar.
Samen met oud-collega Chris van Nijnatten richtte Mossou in Breda de populaire ‘voetbalverhalentheatershow’ Bier & Ballen op, dat sinds de eerste editie in 2013 uitgroeide tot een tweejaarlijks voetbalfestival.